# 第1特殊部隊コマンド
第1特殊部隊コマンド（空挺）（だいいちとくしゅぶたいコマンド（くうてい）、1st Special Forces Command（Airborne）: 1st SFC（A））は、アメリカ陸軍特殊作戦コマンドに属する師団レベルの組織である。コマンドは、1989年に最初に設立され、2014年に再編制されている。コマンドは、アメリカ陸軍特殊部隊群（通称：グリーンベレー）、心理作戦部隊、民事活動部隊、支援部隊に統一的な指揮系統を付与するために、ノースカロライナ州フォート・ブラッグに置かれている。

## 任務
第1特殊部隊コマンド（空挺）の任務は、アメリカ特殊作戦軍（USSOCOM）、その他の地域別統合軍、アメリカの大使、その他の政府機関を支援するために、フル規格の特殊部隊を編制し、装備を維持し、訓練し、評価することである。2014年に再編制されたコマンドは、7個の特殊部隊グループ（5個の現役グループと2個の陸軍州兵グループ）、2個の心理作戦群、1個の民事活動旅団、1個の維持旅団から構成されている。コマンドは、外国の戦場において特殊作戦を持続的に実行するために、高度に訓練された特殊部隊を迅速に展開する能力を有する。

## 歴代司令官
| 職名   | 在任期間              | 氏名                          | 階級     | 備考                      |
| ------ | --------------------- | ----------------------------- | -------- | ------------------------- |
| 司令官 | 1982年10月～1984年7月 | Joseph C. Lutz                | 陸軍少将 | 第1特殊作戦コマンド創設   |
| 司令官 | 1984年7月～1988年     | LeRoy N. Suddath, Jr.         | 陸軍少将 |                           |
| 司令官 | 1988年～1991年8月     | James A. Guest                | 陸軍准将 | 特殊部隊コマンドに改編    |
| 司令官 | 1991年8月～1992年     | Sidney Shachnow               | 陸軍准将 |                           |
| 司令官 | 1992年～1995年5月     | Harley C. Davis               | 陸軍少将 |                           |
| 司令官 | 1995年5月～1996年5月  | William Patrick Tangney       | 陸軍少将 |                           |
| 司令官 | 1996年5月～1998年3月  | Kenneth Rhodes Bowra          | 陸軍准将 |                           |
| 司令官 | 1998年3月～2000年2月  | William Gerald "Jerry" Boykin | 陸軍少将 | 元デルタフォース司令官    |
| 司令官 | 2000年3月～2001年6月  | Frank J. Toney, Jr.           | 陸軍准将 |                           |
| 司令官 | 2001年6月～2003年7月  | Geoffrey C. Lambert           | 陸軍少将 |                           |
| 司令官 | 2003年9月～2005年9月  | Gary M. Jones                 | 陸軍准将 |                           |
| 司令官 | 2005年9月～2006年6月  | John F. Mulholland, Jr.       | 陸軍准将 |                           |
| 司令官 | 2006年6月～2008年6月  | Thomas R. Csrnko              | 陸軍少将 |                           |
| 司令官 | 2008年6月～2010年     | Michael S. Repass             | 陸軍准将 |                           |
| 司令官 | 2010年～2012年        | Edward M. Reeder, Jr.         | 陸軍准将 |                           |
| 司令官 | 2012年～2014年        | Christopher K. Haas           | 陸軍准将 |                           |
| 司令官 | 2014年～2016年        | Darsie D. Rogers, Jr.         | 陸軍准将 | 第1特殊部隊コマンドに改編 |
| 司令官 | 2016年～2018年5月     | Francis M. Beaudette          | 陸軍少将 |                           |
| 司令官 | 2018年5月～2019年11月 | Edwin John Deedrick, Jr.      | 陸軍少将 |                           |
| 司令官 | 2019年11月～2021年8月 | John W. Brennan, Jr.          | 陸軍少将 |                           |
| 司令官 | 2021年8月～2023年6月  | Richard E. Angle              | 陸軍少将 |                           |
| 司令官 | 2023年6月～           | Lawrence Gil Ferguson         | 陸軍少将 |                           |

## 編制

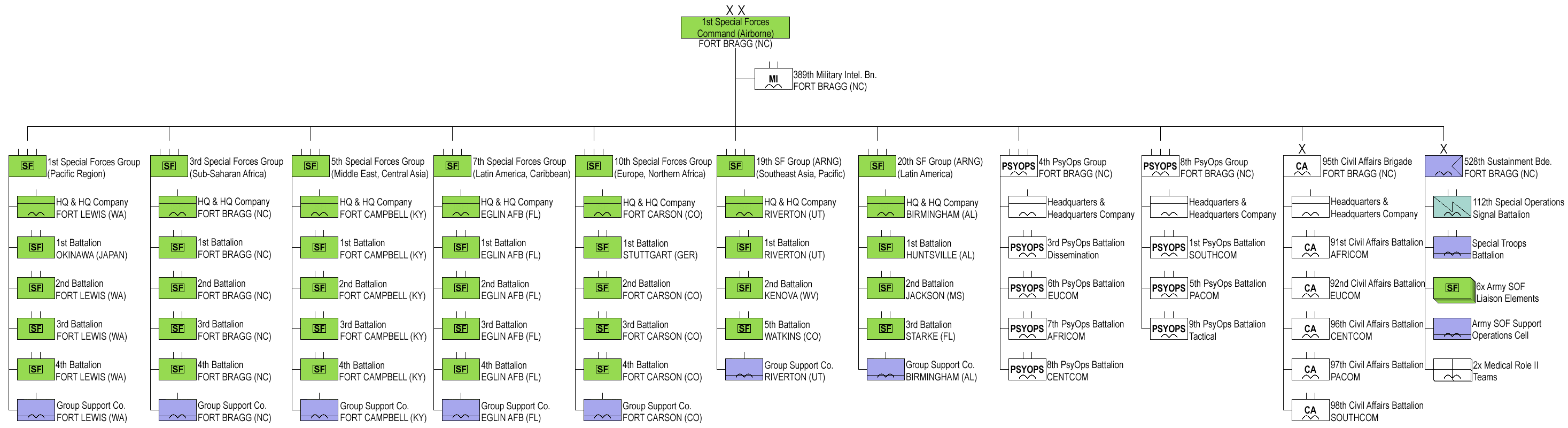
2020年時点のコマンドの編制図

### 特殊部隊
アメリカ陸軍特殊部隊群（通称：グリーンベレー）は、7個特殊部隊グループから構成されている。それぞれのグループに管轄の地域が割り当てられ、その管轄区域内で9種類の任務（不正規戦争、外国国内防衛、直接行動、対反乱作戦、特殊偵察、対テロ作戦、情報作戦、大量破壊兵器の拡散防止、治安部隊支援）を実施することを任務としている。司令部はノースカロライナ州フォートブラッグ。
- 第1特殊部隊グループ（空挺）：アメリカインド太平洋軍担当
- 第3特殊部隊グループ（空挺）：アメリカアフリカ軍担当
- 第5特殊部隊グループ（空挺）：アメリカ中央軍担当
- 第7特殊部隊グループ（空挺）：アメリカ南方軍担当
- 第10特殊部隊グループ（空挺）：アメリカ欧州軍担当
- ユタ陸軍州兵第19特殊部隊グループ（空挺）：アメリカインド太平洋軍及びアメリカ中央軍担当
- アラバマ陸軍州兵第20特殊部隊グループ（空挺）：アメリカ南方軍担当

### 心理作戦部隊
心理作戦部隊として、2個心理作戦群（第4心理作戦群（空挺）、第8心理作戦群（空挺）：いずれも司令部はノースカロライナ州フォートブラッグ。）が編制されている。2個の心理作戦群は、統合軍、アメリカの大使、その他の機関に対し、様々なスケールで、その地域の文化的特性にあった特殊部隊心理作戦を提供し、アメリカの目標達成に有利な行動を誘発又は強化することを任務とする。そのため外国当局と密に連携している。具体的には、軍事作戦の範囲内において、軍事情報支援作戦を展開し、様々な情報関連機関に助言、計画、開発、情報の同期、提供、評価を行っている。
- 第4心理作戦群（空挺）
  -   第3心理作戦大隊（空挺）：普及担当
  -   第6心理作戦大隊（空挺）：アメリカ欧州軍担当
  -   第7心理作戦大隊（空挺）：アメリカアフリカ軍担当
  -   第8心理作戦大隊（空挺）：アメリカ中央軍担当
- 第8心理作戦群（空挺）
  -    第1心理作戦大隊（空挺）：アメリカ南方軍担当
  -    第5心理作戦大隊（空挺）：アメリカインド太平洋軍担当
  -    第9心理作戦大隊（空挺）：戦術担当

### 民事活動部隊
民事活動部隊として第95民事活動旅団（特殊作戦）（空挺）（司令部はノースカロライナ州フォートブラッグ）が編制されている。民事活動旅団は、統合軍とアメリカの大使の敵対勢力に抵抗し、現地の人々に対するパートナーとなることで、状況を統制し、アメリカの目標を達成することを任務とする。第95民事活動旅団は、アメリカ陸軍特殊作戦コマンドの一部として、管轄を地域が割り当てられた5個大隊を通して、国務省、政府、非政府組織、地元住民との関係を構築し、任務を達成する。
- 第95民事活動旅団（特殊作戦）（空挺）
  -   第91民事活動大隊（空挺）：アメリカアフリカ軍担当
  -   第92民事活動大隊（空挺）：アメリカ欧州軍担当
  -   第96民事活動大隊（空挺）：アメリカ中央軍担当
  -   第97民事活動大隊（空挺）：アメリカインド太平洋軍担当
  -   第98民事活動大隊（空挺）：アメリカ南方軍担当

### 支援部隊
支援部隊として第528維持旅団（特殊作戦）（空挺）（司令部はノースカロライナ州フォートブラッグ）が編制されている。維持旅団は、世界に展開する陸軍特殊作戦部隊や共同部隊に対し、持続的に兵站支援、通信支援、衛生支援を提供することを任務としている。以下の部隊を通して、各地域の特殊作戦コマンド（TSOC）を、陸軍支援構成司令部（ASCC）と協調して支援する。
- 第528維持旅団（特殊作戦）（空挺）
  -   第112特殊作戦通信大隊（空挺）
  -   第389軍事情報大隊（特殊作戦）（空挺）- 現在は第1特殊部隊コマンド（空挺）司令部G-2部に配属[10]。
  -    特別任務大隊
  -   支援運用部隊

## 第1特殊部隊連隊
7個の特殊部隊グループは、すべて第1特殊部隊連隊の構成部隊に指定されている。そのため、すべての作戦従軍と、それに伴う戦闘における名誉ある歴史を、同じ第1特殊部隊連隊の名の下に刻むことになっている。しかし、この連隊は、あくまでも儀礼的なもので、運用上の機能は有していない。